# Блитцен Бенц
Блитцен Бенц е спортен автомобил, произвеждан от немския производител Мерцедес-Бенц.

## История
Хулиос Ганс, които работи за компанията, дава предложението в началото на 1909, Бенц да произведе автомобил, които да развива скорост над 200 км/ч. Двигателят е с мощнаст от 150к.с. Автомобилът участва в Бенц Гранд Прикс. Автомобилът поставя различни рекорди в началото на XX век. Автомобилът е пърпвия от немския бранд, който развива скорост над 200 км/ч. Автомобилът е бил произвеждан в Манхайм, Германия.

## Рекорд
На 23 април 1911 американски състезател Боб Бърман, поставя рекорд с автномобила, като развива скорост от 228,1 км/ч.